# توني راي
توني راي (بالإنجليزية: Tony Ray)‏ هو كاتب أغاني ومغني جامايكي، ولد في 1950 في كينغستون في جامايكا.